# Tatjana Dschandschgawa
Tatjana Dschandschgawa ou Tanja Dshandshagava,, (russe : Татьяна Васильевна Джанджгава, retranscrit : Tatiana Vassiliévna Djandjgava), née Tatiana Chalimova (russe : Татьяна Шалимова) le 25 février 1964 à Atbassar au Kazakhstan, est une handballeuse soviétique naturalisée autrichienne en 1995. Elle évoluait au poste de gardienne de but.

## Palmarès

### Club
Compétitions internationales
- Ligue des champions
  - Vainqueur (4) : 1994, 1995, 1998, 2000
  - finaliste (1) : 1990 (avec Kouban Krasnodar)
- Coupe des Coupes
  - Vainqueur (2) : 1987 et 1988
  - finaliste (1) : 1989

Compétitions nationales
- Championnat d'URSS
  - Vainqueur (1) : 1989
  - deuxième (4) : 1984, 1986, 1987, 1988
- Vainqueur du Championnat de Yougoslavie (1) : 1992
- Vainqueur du Championnat d'Autriche (10) : 1993, 1994, 1995, 1996, 1997, 1998, 1999, 2000, 2001, 2002
- Vainqueur de la Coupe d'Autriche (10) : 1993, 1994, 1995, 1996, 1997, 1998, 1999, 2000, 2001, 2002

### Sélection nationale
Jeux olympiques
- Médaille de bronze aux Jeux olympiques 1988 de Séoul, avec  Union soviétique
- Médaille de bronze aux Jeux olympiques 1992 de Barcelone, avec  Équipe unifiée
- 5e place aux Jeux olympiques 2000 de Sydney, avec  Autriche

Championnats du monde
- Médaille d'or au Championnat du monde 1982, avec  Union soviétique
- Médaille d'or au Championnat du monde 1986, avec  Union soviétique
- 8e place au Championnat du monde 1995, avec  Autriche[4]
- 11e place au Championnat du monde 1997, avec  Autriche[5]
- Médaille de bronze au Championnat du monde 1999, avec  Autriche

Championnats d'Europe
- Médaille de bronze au Championnat d'Europe 1996, avec  Autriche
- 4e place au Championnat d'Europe 1998, avec  Autriche

Autres
- Médaille d'or aux Goodwill Games de 1986

## Distinctions individuelles
- nommée à l’élection de la meilleure gardienne de but de tous les temps (vote de fans organisé par l'IHF en 2010)[6].